# Fußsack

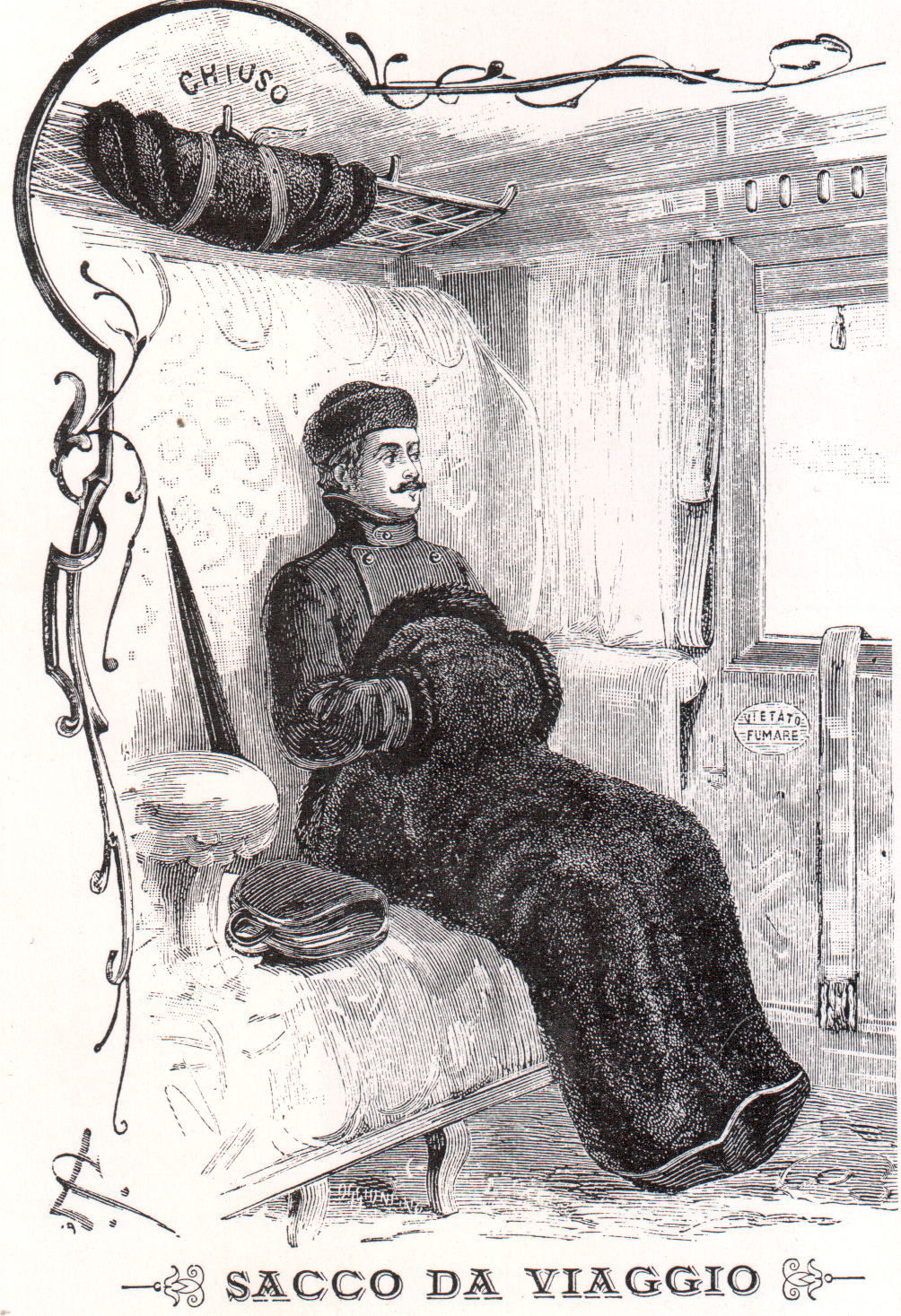
Eisenbahnfahrgast im Fußsack mit Muff, an der Gepäckablage ein zusammengerollter Fußsack (Italien, 1. Jahrzehnt 20. Jahrhundert)

Ein Fußsack ist ein – gegenüber früherer Zeit – heute selten gebrauchter Körperwarmhalter, der von den Füßen bis einschließlich Brust und Rücken reichen kann. Meist war er kürzer und reichte bis zu den Knien, häufig bis zur Hüfte. Noch kürzere Ausführungen, die nur wenig über den Knöcheln enden, werden als Fußtasche bezeichnet, die meist steifere und etwas höhere Ausführung als Fußkorb. Zuallermeist waren die Fußsäcke, Fußtaschen und Fußkörbe mit Fell ausgefüttert. Schon mindestens seit den 1930er Jahren werden auch beheizbare Varianten angeboten. Inzwischen gibt es sie auch vermehrt ganz aus Stoff, nur mit warmhaltenden Synthetikvliesen als Zwischenfutter ausgestattet.
Fußsäcke werden heute im Wesentlichen von Jägern bei der winterlichen Ansitzjagd und von Rollstuhlfahrern benutzt, auch die warm gefütterten Kinderwagen-Schlafsäcke sind unter der Bezeichnung Fußsack im Handel.

## Geschichte
Am 12. Dezember 1610 vermählten sich Herzog Johann Christian von Brieg und die Tochter des Kurfürsten von Brandenburg, Fürstin Dorothea Sibylle von Brandenburg. Bei ihrer Rückkehr aus Brandenburg wurde der Fürstin ein feierlicher Empfang bereitet:

„Die Stadt ließ der jungen Fürstin am 1. Januar 1611 durch die Frauen des Raths, von denen sie am Thore empfangen wurde, einen Mantel von Goldstoff mit eingewirkten silbernen Rosen, mit Hermelin gefüttert und mit Zobeln verbrämt, einen Pelzhut mit echten Perlen benähet, einen Muff von feinem Marder, einen Fußsack von Sammt mit moskowitischem Wolf gefüttert und einen künstlich gegossenen und gravirten zinnernen Fußwärmer überreichen. […] Obgleich reformirt, besuchte sie doch die lutherische Kirche in den ihr von der Stadt verehrten Kleidungsstücken, setzte sich neben die Frau des Bürgermeisters und nöthigte diese ihre Füße mit in den Fußsack zu stecken, den sie von der Bürgerschaft erhalten hatte.“

Im Jahr 1813 heißt es in Krünitz’ Oekonomischer Encyclopaedie: „Die Füße der Reisenden, und der Rücksitz, sind mit einem großen Leder bedeckt, welches der Fußsack heißt“. Bei schlechtem Wetter konnte als neuere Erfindung dieser „Fußsack“ als Teil einer geschlossenen Abdeckung eines Cabrios umfunktioniert werden. Germershausens Oekonomisches Reallexicon erwähnt 1797, dass diese zusammengerollten Fußsäcke der Chaisen, einer zweisitzigen Kutsche, zuweilen auch „Trommel“ genannt wurden. Auch Theodor Fontane erinnert sich in „Meine Kinderjahre“ an eine aus Leder gefertigte Trommel, die wohl nicht als Fußsack gearbeitet war. Als kleines Kind wurde er in einen Fußsack gesteckt und in einer Kutsche transportiert, die Trommel hätte ihn, weil nicht aufgespannt, nicht vor dem Herausfallen schützen können. In einer Modezeitschrift aus dem Jahr 1861 werden die Leserinnen darauf hingewiesen, dass sie einen selbst aus Stoff gearbeiteten, gehäkelten oder gestrickten, an einen kleinen Teppich angearbeiteten Mufftaschenüberzug auch mit Watte oder Daunenfedern abfüttern können, wenn ihnen Pelz zu teuer käme. Auch wurde erwähnt, dass im Handel Fußbänke erhältlich sind, auf die eine Mufftasche aufgearbeitet ist.
Auch wenn Fußsäcke, Körbe und Taschen meist, bis auf die Fellverbrämungen, aus Lammfell hergestellt wurden, konnte natürlich jede Fellart verwendet werden. Auf der vierten Industrie-Ausstellung der Leipziger Polytechnischen Gesellschaft wird im September 1838 beispielsweise eine Fußtasche aus dem selteneren, stark gemusterten Tigeriltisfell („Perewitzki“) für den Preis von sechs Talern angeboten. Bessere Fußsäcke waren in der ersten Hälfte des 20. Jahrhunderts aus Australischem Opossum, Wallabyfell und Wolfsfell, die Außenseite auch aus schwarzgefärbtem Whitecoatfell.
Vor allem das Reisen mit der Postkutsche machte kalte Füße. Unter den 25 aufgefundenen und im Juli 1851 zur Versteigerung angekündigten Gegenständen der Königlich Preußischen Oberpostdirektion Stralsund waren zweimal ein Paar Galoschen und drei Fußtaschen. Bis in die Mitte des 18. Jahrhunderts und darüber hinaus waren in Berlin die Kirchgängerinnen an ihren zusammengerollten Fußsäcken zu erkennen, „es war der Stolz der Kinder, wenn sie ihre Mutter in die Kirche begleiten und den Fußsack tragen durften“.
Die langen, eigentlichen Fußsäcke wurden vor allem bei winterlichen Wagen- und Schlittenfahrten über Land benutzt, gegen Mitte des 20. Jahrhunderts waren diese üppigen, den ganzen Körper umhüllenden Warmhalter schon recht selten geworden.
Insbesondere im modebewussten Italien blieben auch die Fußwärmer nicht von den Zeitströmungen verschont. Es gab zwar um 1900 auch das zeitlose Modell, das für Jahre unverändert blieb, für „das Speisezimmer, Studierzimmer, Kutsche u. s. w.“, daneben aber solche, die jedes Jahr raffinierter wurden. Anfangs waren sie nur aus „persianischen Stoffen mit Ledereinfassung und Fransen-Posament, damastartig und farbig. Jute in verschiedenen Dessins mit internem Lammfutter und Einsäumung aus Fuchsschwanz oder Murmelschwanz“. Dann kamen „getigerte Untergründe, Otter-Plüsch, Stickereien in Seide und Gold“ und natürlich Pelzsäume. Dazu gab es Fußtaschen im Souvenircharakter, „mit Stoffen, die wie illustrierte Postkarten aussehen“, auf denen der Friedensbogen aus Mailand oder Ansichten von Venedig zu sehen waren.

Italienische Fußtaschen, Anfang 20. Jahrhundert
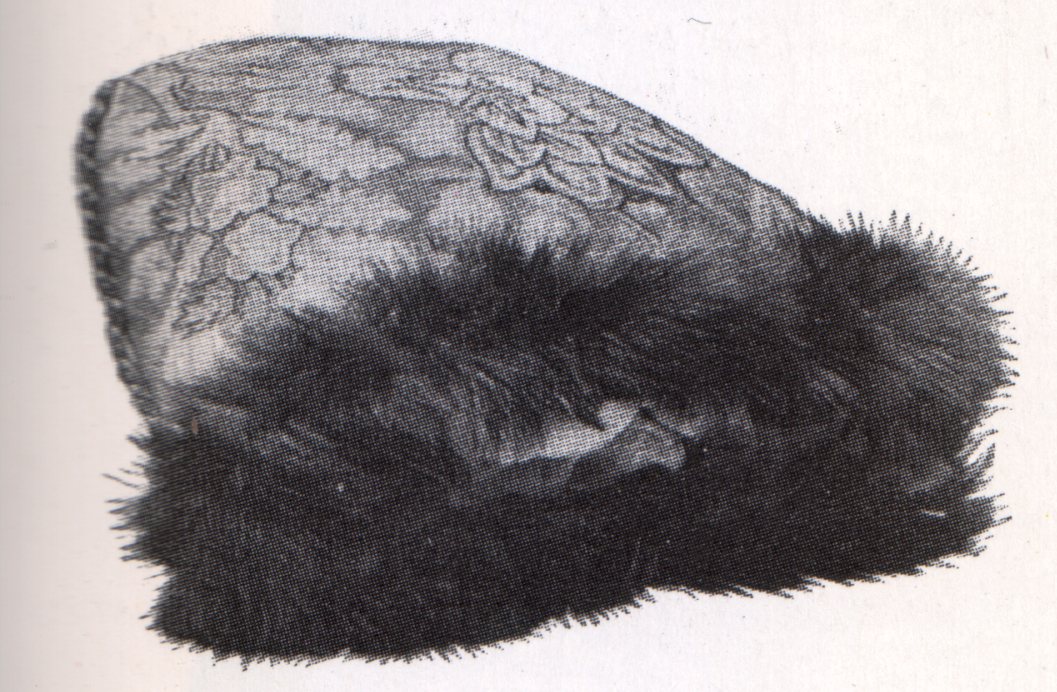
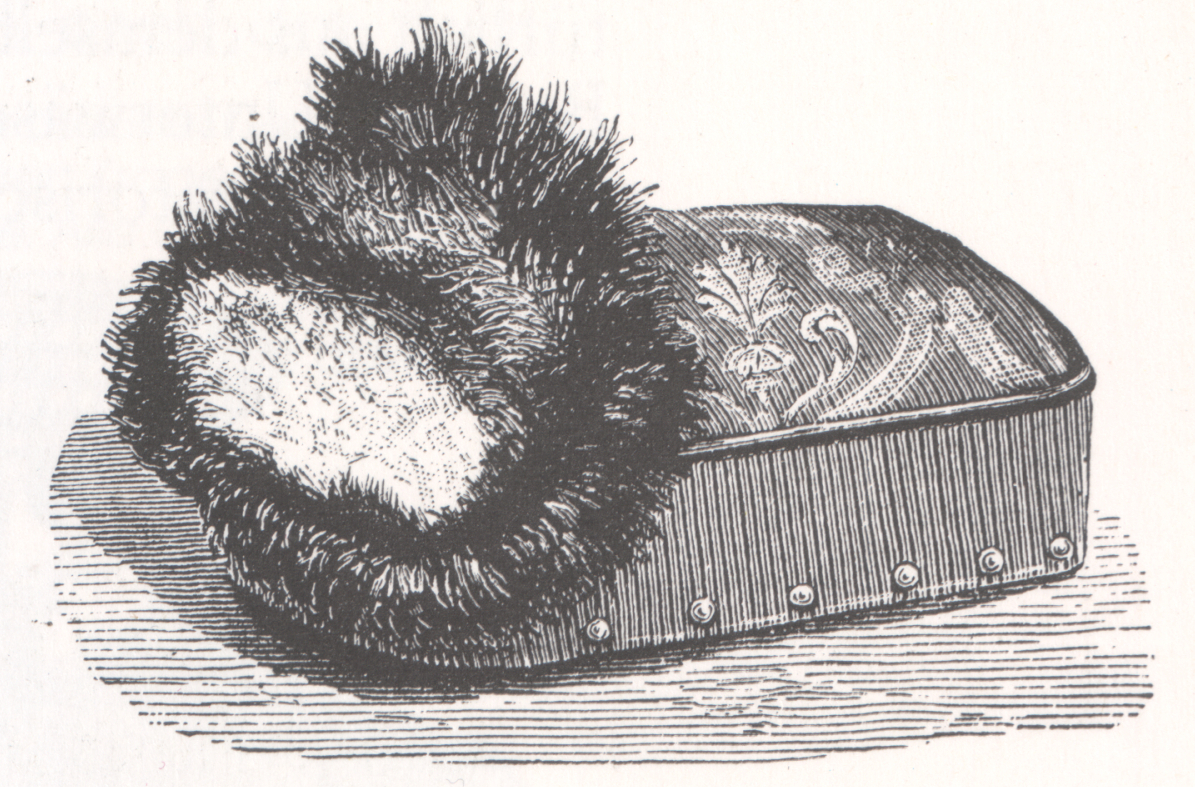
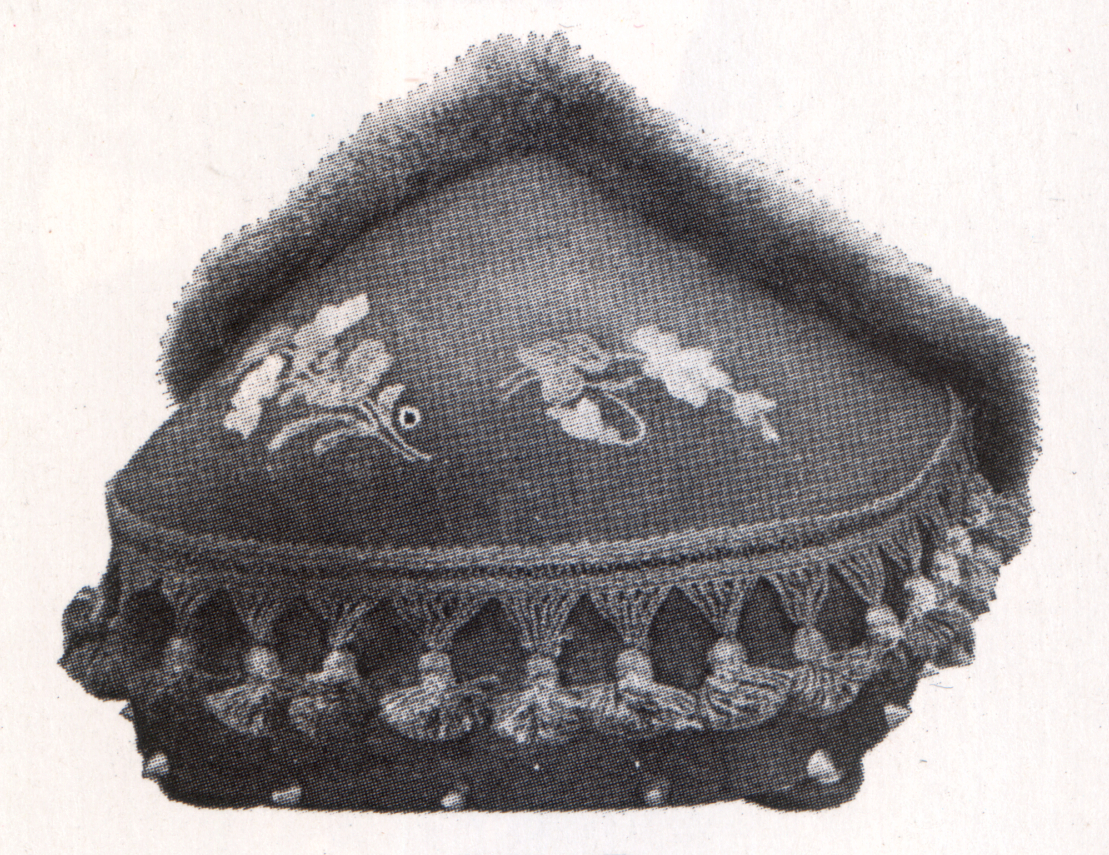
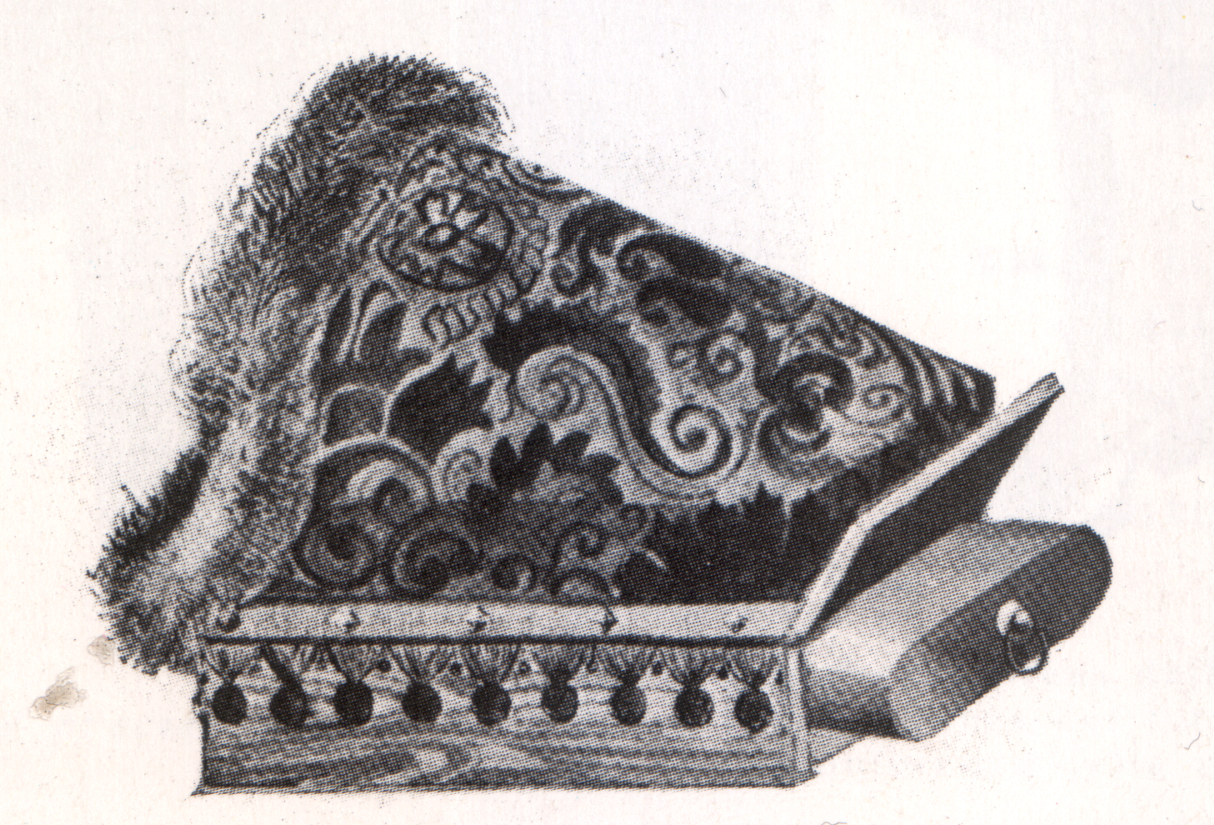
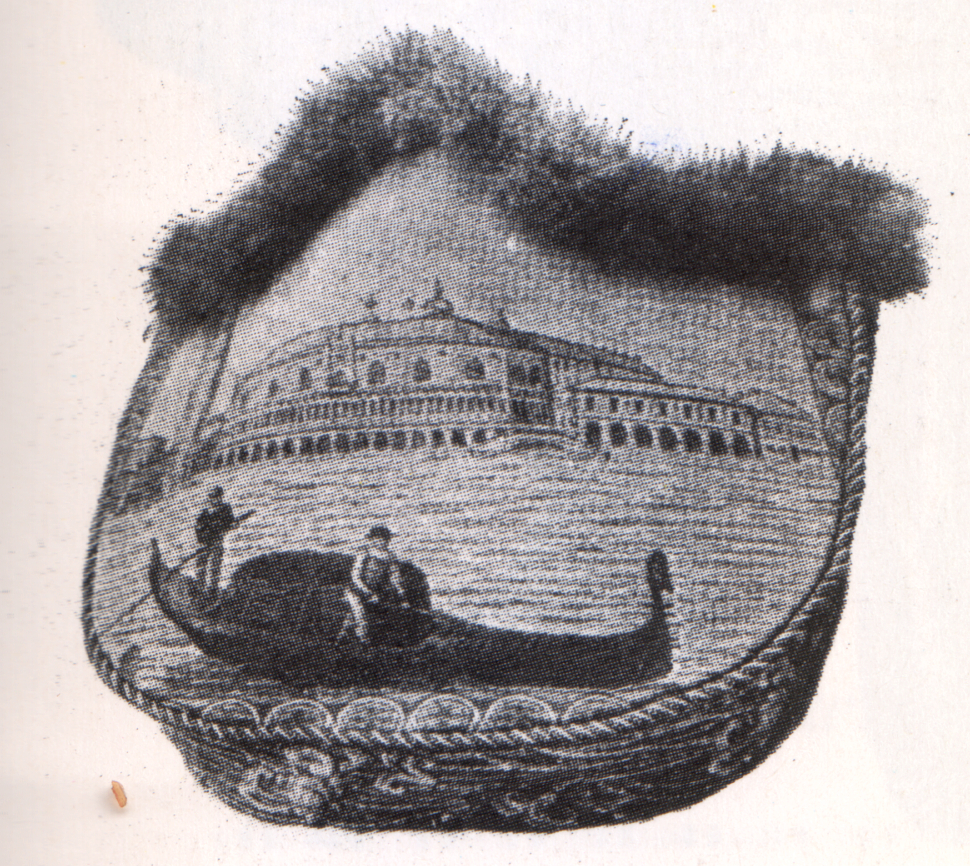

Nachdem die Fußtaschen um etwa 1920 fast ganz verschwunden waren, erlebten sie mit der allgemeinen Motorisierung noch einmal eine kurze Wiederkehr, und zwar „wesentlich kleiner, zierlicher und geschmackvoller“. Die Außenseiten bestanden, im Gegensatz zu früher, nicht mehr aus Rehdecken, Fellköpfen und Stickereien, sondern ausschließlich aus Leder. Schon bald jedoch erhielten die Kraftfahrzeuge eine Heizung und die Fußtasche verlor schnell wieder an Bedeutung.
Im Jahr 1939 schrieb ein Wiener Kürschnermeister:

„[…] denn in diesem Winter, der zeitweise recht strenge Kälte brachte, wurde auf einmal wieder der Fußsack verlangt. Es mag ja nicht in allen Gegenden das gleiche gewesen sein, aber im allgemeinen war es doch so. Der beste Helfer des Kürschners bleibt eben die Kälte. Natürlich war die Nachfrage nicht so wie in den Vorkriegsjahren; diese Höhe wird sie wohl auch nie mehr erreichen, aber wir wollen auch so zufrieden sein.“

Wiener Kürschner waren es auch, die einem kleinen Nebenzweig der Kürschnerei zu einer gewissen künstlerischen Qualität verhalfen, dem Pelzmosaik, das Zusammensetzen von Pelzresten der Fellverarbeitung zu Ornamenten und Bildern. Diese Arbeiten wurden für Bezüge von Kissen, Jagdmuffen, Damenbarettgarnituren, Fußschemel, Garnierungen für Mäntel, dekorative Teppiche und auch für Fußkörbe verwendet. Der Beginn dieser Arbeiten lag in den 1850er Jahren und hatte ihren Höhepunkt in den Jahren 1870 bis 1890. Durch Ausstellungen auf Messen fanden die Arbeiten Nachahmer in anderen Ländern, die Wiener Produkte waren ganz besonders in Russland gefragt.
Vor allem bis vor dem Zweiten Weltkrieg gab es Firmen, die sich auf die Herstellung von Fußtaschen und Fußsäcken spezialisiert hatten, ebenfalls auch geschmückt mit Tier- und Blumenmustern. Oft mussten die Kürschner sie jedoch nach Sonderwünschen der Kunden anfertigen.
Die kurzen Fußtaschen beziehungsweise -körbe waren früher schon hauptsächlich, und sind es heute wohl ausschließlich, zum Wärmen der Füße in Wohnräumen gedacht.

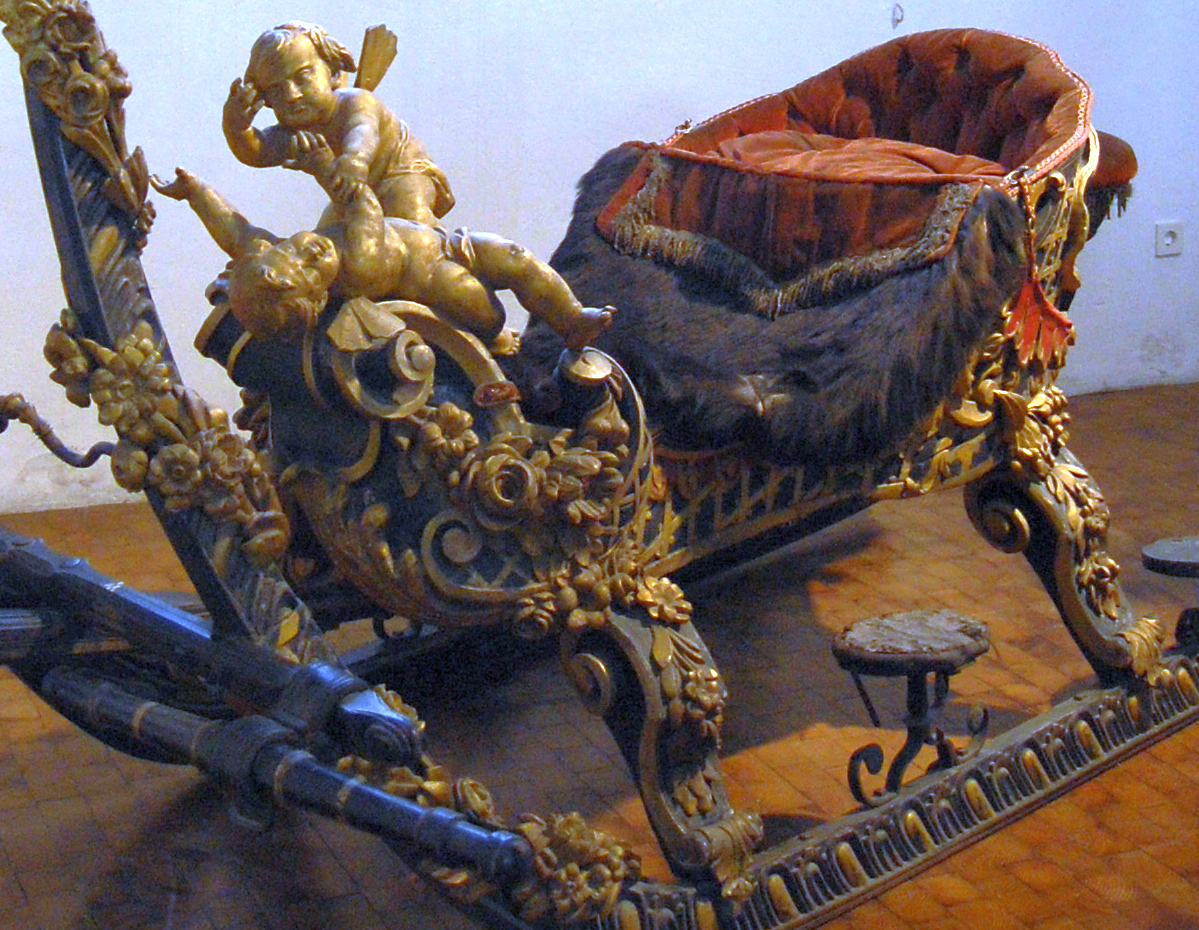
Fußsack-Decke auf einem Prunkschlitten im Marstallmuseum Nymphenburg
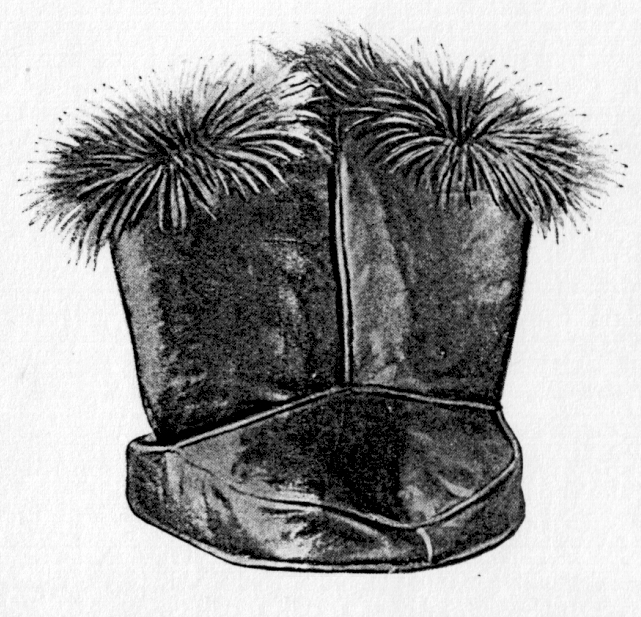
Fußkorb (1907)
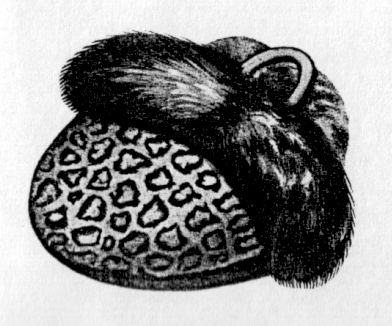
Fußtasche (1907)
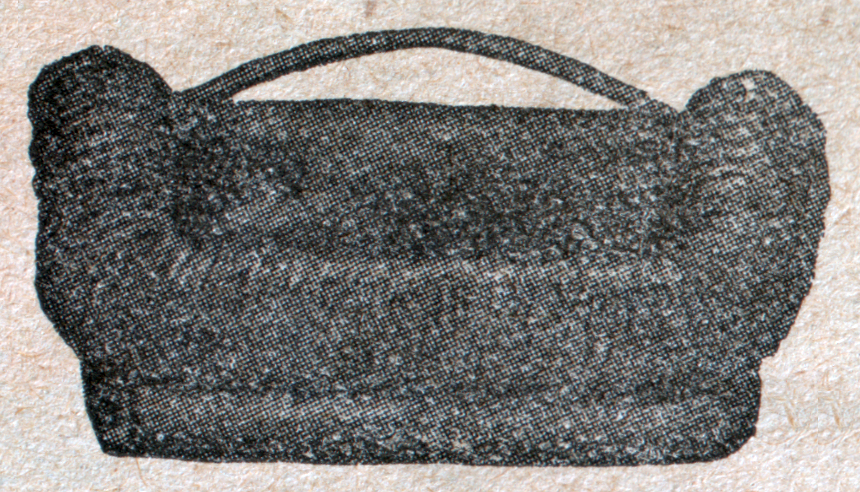
„Rollfußtasche, sehr bequem zum Zusammenlegen“ (1917)
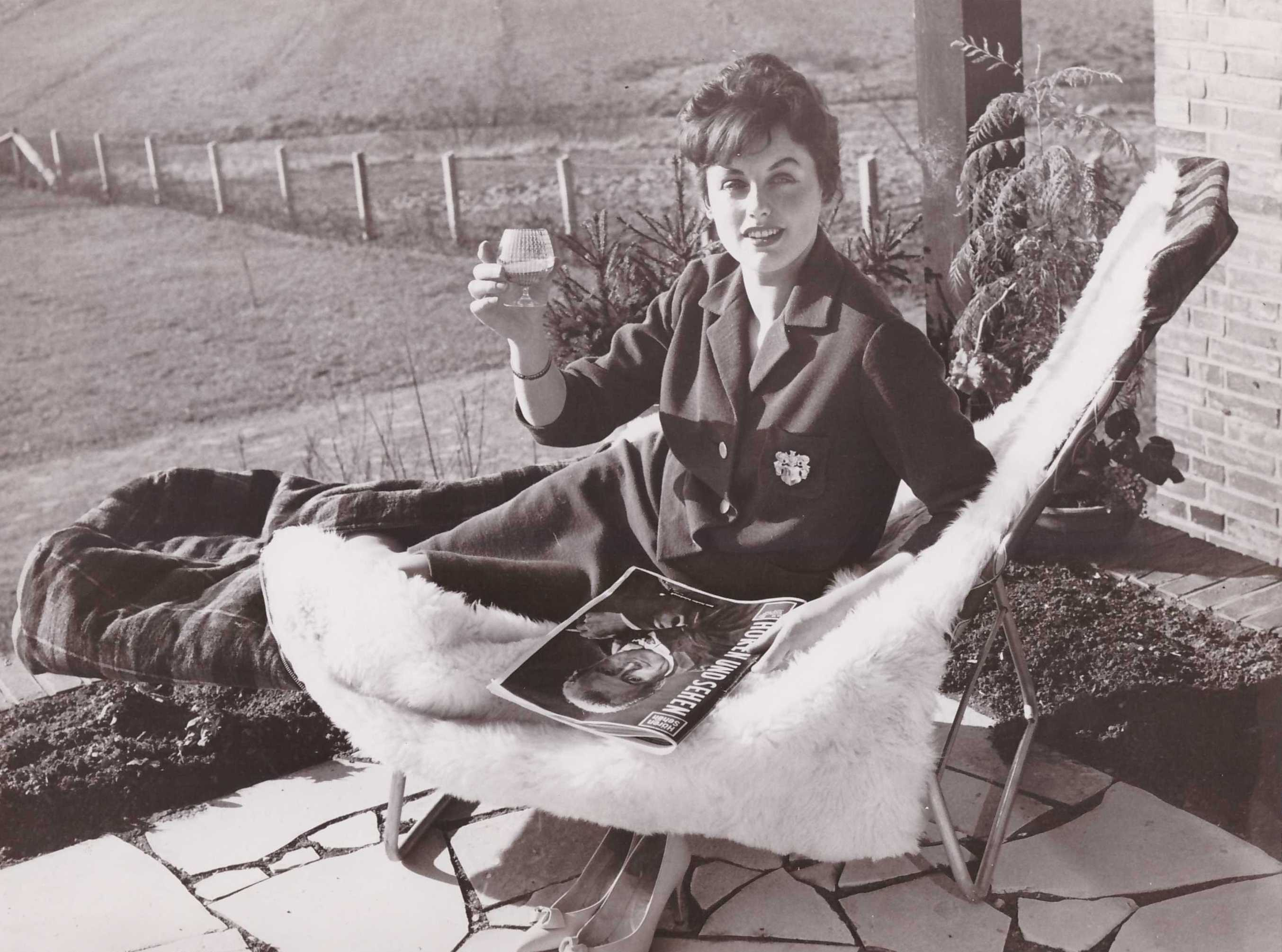
Lammfell-Fußsack, konzipiert als Liegenauflage (1962)

## Verarbeitung

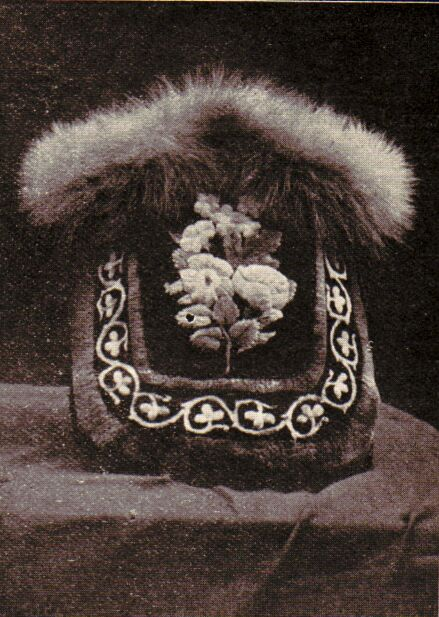
„Fusskorb mit Deckel aus Mosaik. Ausgeführt von der Firma M. Hartwich, Wien. Blumen und Arabesken sind aus nat. Otter geschnitten“ (ca. 1905).

Fußsäcke werden in verschiedenen Formen hergestellt. Die am höchsten reichende Form hat am oberen Ende zwei Klappdeckel, die Brust und Rücken bedecken. Ober- und Unterteile sind mannslang und durch die Seitenteile so verbunden, dass der Körper genügend Platz hat.
Für den Überzug wurde um 1938 vor allem Leder, Kunstleder, Wachstuch oder Plüsch oder ein starker Stoff verwendet, Die Stoffnähte waren wegen des besseren Aussehens und besserer Haltbarkeit häufig mit einem Paspel versehen. Aber auch Pelzüberzüge waren üblich, meist aus kurzhaarigen Fellarten wie Seehundfell oder Kalbfell. Im Jahr 1949 heißt es in einem Kürschnerhandbuch, dass die Seitenteile „aus Leder, aus Seehundfell, Hunde-, Ziegen- oder Lammfell gearbeitet“ werden. „Der Deckel ist entweder glatt aus Seehund oder zeigt hübsche Mosaikarbeit“. Der oft mit eingeklebter Pappe versteifte Boden war möglichst aus Leder gearbeitet, da er sich auf der Erde leicht abnützt. Sehr gut eignet sich auch Seehundfell für den Boden, heute weitgehend mit einem Handelsverbot belegt, und zwar mit dem Haarstrich nach vorn, da der Fußkorb infolge der elastischen Haare „nicht von der Stelle weicht“. Neben anderen Pelzsorten mit steiferen Haaren wurde für den Boden im Jahr 1891 auch ein weiteres, heute ebenfalls mit einem Handelsverbot belegtes Material empfohlen, das bereits für die Seitenteile erwähnte Hundefell. An den Deckel wurde ein Lederaufhänger genäht, „um den Fußkorb nach Gebrauch irgendwo aufbewahren zu können“.
Das Innere bestand in der Regel aus dichtem Schaf- oder Lammfell, häufig dunkelfarbig oder ganz schwarz. Die Ränder und die Tascheneingriffe waren zur Verschönerung oft mit Opossumfell oder Waschbärfell verbrämt. Weiter wurden gern preiswerte Pelzreste wie Fuchspfoten, qualitativ bessere Fuchsschweifsorten, Opossumschweife oder Waschbärschweife für die Einschlupfkante genommen. Das Futter soll innen nicht fest in den Fußkorb genäht werden, damit man es zum Reinigen herausziehen kann. Naturlammfelle wurden zumindest früher leicht von Motten befallen, weshalb es angeraten war, oft zu reinigen.
Ein Schnittmuster für einen Fußkorb besteht aus drei Teilen, dem Boden, den Seiten und dem Deckel. Die halbkreisförmige Bodenplatte der Säcke oder Taschen ist bei einer mittleren Größe etwa 36 Zentimeter lang, vorn 32 und hinten 35 Zentimeter breit, das obere Deckblatt einer kurzen Fußtasche beziehungsweise Fußkorbs ist etwa 24 plus 10 Zentimeter lang oder mehr, an der breitesten Stelle ist das Teil offen. Beim Fußsack muss alles etwas reichlicher gehalten werden, um das Ein- und Aussteigen bequemer zu machen, es sei denn, es wird ein Reißverschluss oder Klettverschluss eingearbeitet. Bei einer Einzelanfertigung wird die Länge der Körpergröße und die Weite den Hüftmaßen entsprechend angepasst. Es wird auch die Kombination zwischen einem Fußsack und einer Decke beschrieben, die im Gebrauch den Fußsack kaum erkennen lässt. Der Fußsack wurde mit pelzverbrämten Lammfelltaschen versehen, auch kann für besonders kalte Gegenden in die auf dem Schoß liegende Partie ein Muff eingearbeitet werden. Eine zwischenpikierte oder gesteppte Wattierung sorgt üblicherweise für zusätzliche Wärme.

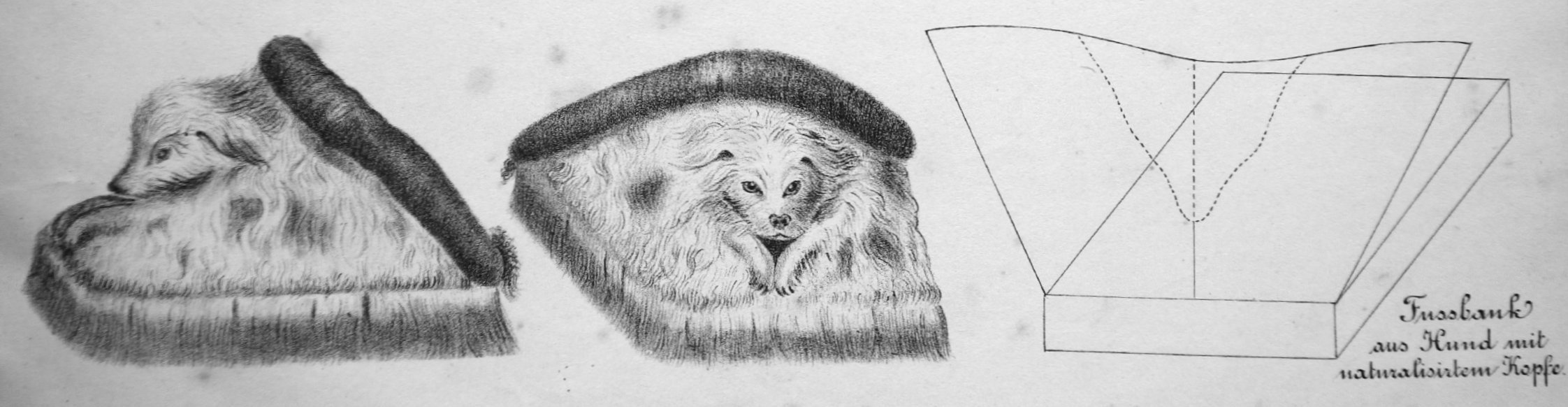
Fußbank aus Hundefell mit naturalisiertem Kopf (Skizzen, 1883)
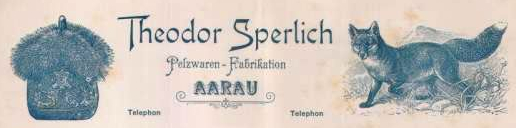
Theodor Sperlich, Pelzwaren-Fabrikation, Aarau. Briefkopf mit geschmücktem Fußkorb (1907)